# Molybden
Molybden är ett metalliskt grundämne. Molybden framställdes i ren form första gången 1781 av den svenske kemisten Peter Jakob Hjelm. Tekniskt framställs det genom att molybdenglans oxideras till molybdentrioxid som efter rening reduceras med vätgas. Slutprodukten blir molybden i pulverform.
Namnet molybden kommer av molybdos, som betyder bly på klassisk grekiska, eftersom de båda metallerna påminner om varandra.

## Egenskaper
Molybden har en av de högsta smältpunkterna av alla grundämnen. Rent molybden är vitt eller silverfärgat. Metallen är hård men plastiskt formbar. Den är beständig mot luft och vatten vid vanlig temperatur men löses av oxiderande syror.

## Förekomst
Molybden förekommer naturligt främst i Molybdenglans och Wulfenit. Den är en tämligen sällsynt metall och halten i jordskorpan är ca 14 ppm.
Molybden finns i flertalet levande organismer och är en viktig beståndsdel i många olika enzymer, särskilt nitrogenas.

## Användning
Molybden används även i legeringar, speciellt för att höja styrkan och värmetåligheten i olika stålsorter. Molybden är även korrosionsbeständigt, och syrabeständigt, men oxideras vid kraftig upphettning till molybdentrioxid.
Molybdendisilicid är ett motståndsmaterial med hög smältpunkt som är kemiskt motståndskraftigt. Det används därför i ugnar för mycket höga temperaturer och marknadsförs bland annat under namnen Kanthal Super, I Squared R Moly-D och Schupp MolyCom.
Ammoniummolybdat används inom analysen som ett känsligt reagens på fosfor- och arseniksyra.

## Historia
Molybdaena, en latiniserad form av det grekiska ordet för bly, användes under antiken som benämning på olika blyliknande mineral såsom grafit. Det fortsatte fram till slutet av 1700-talet, då Carl Wilhelm Scheele kunde visa att grafit och molybden var två olika ämnen. 1777 skrev han till Johan Gottlieb Gahn för att av honom få sig tillskickat molybdenglans. Genom att behandla molybdenglansen med salpetersyra lyckades han 1778 erhålla en vit oxid, molybdenoxid, som han kallade acidum molybdaenae, molybdensyra. Det var Torbern Bergman som föreslog för Scheele att molybdensyran måste vara oxiden av en ny metall. Scheele vände sig då till sin vän och lärjunge Peter Jakob Hjelm som hade tillgång till de för experimenten nödvändiga ugnarna. Hjelm lyckades 1782 efter att ha blandat pulvriserad molybdenoxid med linolja till en pasta som utblandades med kol och upphettades under hög temperatur reducera molybdensyran till molybden. Hjelm väntade till 1790 då både Scheele och Bergman avlidit innan han publicerade en redogörelse för sina försök. Utforskningen av molybden och dess föreningen fortsatte senare under början av 1800-talet, främst av Jöns Jacob Berzelius. Molybden fortsatte att framställas enligt den ursprungliga primitiva metoden, till dess att Henri Moissan 1893 tog fram en ny metod att reducera oxiden med kol i en elektrisk ugn. Senare utvecklades en metod att smälta molybdenglans med kalk och flusspat i elektrougn.